# Plecoptera chrysocephala
Plecoptera chrysocephala là một loài bướm đêm trong họ Erebidae.